# Pedro Paes Mendonça
Pedro Paes Mendonça (Ribeirópolis, 28 de junho de 1909 - Recife, 1978) foi um empresário brasileiro, pioneiro no ramo de supermercados no Brasil e fundador do Grupo Bompreço, uma das maiores redes varejistas do país.

## Biografia
Filho de Eliziário Paes e de Maria da Conceição Mendonça, membros de uma família pobre de agricultores, que sobreviviam do que plantavam e colhiam em um pequeno lote de terra, num povoado do Município de Ribeirópolis, estado de Sergipe, chamado Serra do Machado, localizado numa região sofrida pelas longas estiagens.
Casou-se bastante jovem, aos 18 anos de idade, com Maria Dudu de Mendonça, que também fazia parte daquela pequena comunidade. Sua esposa passou a ajudá-lo no árduo trabalho da “roça”, e com ela teve seus nove filhos: Maria Mendonça, Ester Mendonça Ferreira, João Carlos Paes Mendonça, José Américo Mendonça, Josefa Cecinha Mendonça, Eduardo Mendonça, Joseílde Mendonça Prado, Maria do Carmo Mendonça, e Reginaldo Paes Mendonça.
É tio de João Gualberto Vasconcelos.

## Carreira
Em 1935, aos 26 anos de idade, abriu uma pequena mercearia em Serra do Machado, vendendo produtos básicos consumidos no dia-a-dia pela comunidade local.
A partir de 1940, se deslocava para a sede do município de Ribeirópolis, em dias de feira, vendendo os produtos da sua bodega do povoado, e em 1946 se instalou em definitivo ali, abrindo uma loja de boas proporções, em sociedade com o seu irmão mais novo Mamede Paes Mendonça.
Em 1951, desfeita a sociedade em Ribeirópolis, Pedro Paes Mendonça se muda com a família para a capital Aracaju, e abre uma grande loja de secos e molhados no mercado central da cidade, tornando-se uma das maiores do ramo.

### Política
Ainda em Sergipe, participou também da vida política, na primeira metade dos anos 60, tendo sido eleito deputado estadual pelo então partido PSD, e durante esse mandato, emancipou o pequeno povoado de Moita Bonita, então pertencente ao município de Itabaiana, à condição também de município, tendo sido eleito o seu primeiro prefeito, em 1963.

### Rede de supermercado
Em 1966, sob influência do seu ex-sócio e irmão mais novo Mamede Paes Mendonça que já havia se estabelecido em Salvador, com um pequeno supermercado que começava a dar certo, Pedro Paes Mendonça resolveu sair também de Sergipe, e inaugurou em Recife, o primeiro Supermercado Bompreço, no bairro de Casa Amarela. Logo depois inaugurou a segunda loja no bairro de Madalena, e mais tarde a terceira, e assim por diante, tornando o Bompreço na maior rede varejista do Recife, e depois expandindo-a para outras capitais do nordeste brasileiro, chegando posteriormente ao sudeste, especificamente Rio de Janeiro e São Paulo, transformando sua empresa em um dos maiores grupos empresariais do país, sempre com a efetiva participação do seu filho primogênito João Carlos Paes Mendonça, que despontava como um promissor e jovem empresário, e que daria continuidade aos empreendimentos do seu pai, ladeado também pelos seus irmãos.
Naquele início, já fazia parte das suas empresas a indústria de produtos alimentícios Palmeiron, com sede no município de Belo Jardim, em Pernambuco.
Pedro Paes Mendonça faleceu em Recife, aos 69 anos de idade, vítima de um inesperado infarte do coração, e o seu corpo foi sepultado naquela capital.
Em 2009, recebeu grandes homenagens, tanto em Sergipe, como em Pernambuco, em decorrência do centenário do seu nascimento, sendo reconhecido como destacado vulto da história empresarial do Brasil.